# Кристал (Смоленськ)
«Кристал» (Смоленськ) (рос. «Кристалл» (Смоленск)) — колишній російський футбольний клуб зі Смоленська. Кольори клубу — червоно-сині.

## Історія
Заснований в 1992 році внаслідок об'єднання клубів ФК «Диффузіон» і МФК «Кристал».
У січні 1995 року об'єднався з командою «Іскра», утворивши команду ЦСК ВВС «Кристал». З 1998 року знову називався «Кристал».
Засновниками футбольного клубу «Кристал» Смоленськ були: адміністрація Смоленської області, адміністрація міста Смоленська, виробниче об'єднання з обробки алмазів «Кристал» та асоціація «Смоленські діаманти».
Перед клубом ставилося завдання виходу у Вищу лігу російського чемпіонату, проте цьому не судилося збутися в першу чергу у зв'язку з трагічною загибеллю генерального директора виробничого об'єднання «Кристал» Олександра Шкадова 1998 року.
На початку 2000 року «Кристал» очолив туркменський фахівець Курбан Бердиєв. Бердиєв привів у клуб двох туркменських тренерів — Віталія Кафанова та Якуба Уразсахатова та п'ятьох туркменських футболістів — Бегенч Кулієва, Юрія Магдієва, Володимира Байрамова, Павла Харчика та Азата Кульджагазова. Команда фінішувала на високому, п'ятому, місці в турнірі Першого дивізіону ПФЛ.
27 січня 2004 року на зборах засновників «Кристала» було вирішено ліквідувати клуб у зв'язку з фінансовими проблемами.
У квітні 2004 року в Смоленську була створена нова футбольна команда «Смоленськ».

### Назви клубу
- 1992–1993, 1998–2004 — «Кристал»
- 1994–1997 — ЦСК ВВС «Кристал»

## Підсумки виступів у чемпіонатах Росії
| Сезон | Дивізіон            | Місце | О  | М       | Бомбардир      |
| ----- | ------------------- | ----- | -- | ------- | -------------- |
| 1993  | Друга ліга          | 5     | 42 | 54 — 31 | Гудков — 13    |
| 1994  | Третя ліга ПФЛ      | 1     | 40 | 57 — 17 | Соляник — 24   |
| 1995  | Друга ліга          | 6     | 77 | 58 — 35 | Соляник — 23   |
| 1996  | Друга ліга          | 2     | 96 | 96 — 36 | Соляник — 30   |
| 1997  | Перший дивізіон ПФЛ | 7     | 68 | 70 — 45 | Соляник — 23   |
| 1998  | Перший дивізіон ПФЛ | 4     | 72 | 59 — 47 | Шушляков — 17  |
| 1999  | Перший дивізіон ПФЛ | 11    | 58 | 44 — 49 | Шушляков — 8   |
| 2000  | Перший дивізіон ПФЛ | 5     | 61 | 63 — 49 | Соляник — 15   |
| 2001  | Перший дивізіон ПФЛ | 10    | 44 | 37 — 45 | Гаделія — 12   |
| 2002  | Перший дивізіон ПФЛ | 10    | 44 | 39 — 43 | Соляник — 8    |
| 2003  | Перший дивізіон ПФЛ | 20    | 35 | 40 — 72 | Антипенко — 12 |

За 7 сезонів в першому дивізіоні клуб провів 274 гри — 113 перемог, 43 нічиїх. Різниця м'ячів: 352–350.

## Досягнення
- Вище досягнення в чемпіонаті Росії — 4-е місце в 1-му дивізіоні (1998)
- Вище досягнення в Кубках Росії — 1/16 фіналу (1997/98, 2001/02, 2002/03)

- Найбільше ігор: Сергій Гунько — 220
- Найкращий бомбардир: Валерій Соляник — 73

Рекорди (перший дивізіон) :
- Найбільша перемога: «Динамо» (Ставрополь) — 6:0 (1997)
- Найбільша поразка: «Дружба» (Майкоп) — 0:5 (1998)

## Відомі гравці
Подані гравці, що виступали за свої національні збірні
- В'ячеслав Личкін
- Олег Шишкін
- Андрій Коваленко
- Армен Адамян
- В'ячеслав Даєв
- Володимир Байрамов
- Юрій Магдієв

## Список тренерів
- Лев Платонов (1996)
- Валерій Нененко (1997–1998)
- Олександр Ігнатенко (1999, до 15 червня)
- Сергій Ломакін (15 червня — 20 серпня 1999)
- Лев Платонов (20 серпня 1999 — 17 травня 2000)
- Курбан Бердиєв (17 травня 2000 — 2001)
- Ігор Беланович (2002, 1 — 19-й тури)
- Олександр Ірхін (2002, з 20-го туру)
- Дмитро Галямін (2003, 1 — 20-й тури)
- Сергій Павлов (2003, з 21-го туру)